# Habitatge al passeig de l'Estació, 28
L'Habitatge al passeig de l'Estació, 28 és una obra noucentista de Cervera (Segarra) protegida com a Bé Cultural d'Interès Local.

## Descripció
Casa familiar situada al passeig de l'Estació, al nord del nucli antic. L'immoble és de planta irregular, donada la seva situació cantonera entre el passeig de l'Estació i el carrer J.A. Clavé. L'angle de la cantonada està tallat per la presència d'una torre amb coberta piramidal i una tribuna. L'edifici combina el parament de pedra ben escairada de petites dimensions amb el maó. La façana del passeig té quatre finestres quadrangulars a la planta baixa, mentre que el primer pis està centrat per tres obertures d'arc de mig punt amb balcó de forja sostingut per mènsules prominents. Aquest espai central està delimitat per pilastres de pedra, al costat de les quals s'obren finestres cobertes amb frontó triangular i decorades amb cartel·les a la part inferior. La part central de l'edifici, corresponent amb la torre que fa d'escaire entre les dues vies, està definida verticalment per la porta d'entrada, emmarcada per pilastres amb grans carreus i amb un entaulament recte i motllurat; una tribuna rematada per un balcó, al qual s'hi accedeix mitjançant una obertura amb frontó triangular. L'altra part de l'edifici -al carrer J.A. Clavé- té dues obertures a la planta baixa i una al primer pis -com les altres, decorada amb una cartel·la inferior i rematada per un frontó triangular. La casa està envoltada per un jardí, visible a través d'una galeria d'arcades de mig punt, que s'aixequen damunt d'un gran sòcol amb franges horitzontals i petites obertures, que delaten la presència d'un semisoterrani. Tot l'edifici, com la cúpula piramidal que remata la torre central, està coberta a quatre vessants, amb vèrtex decorats amb una mena de florons.